# ティム・スプーニーバーガー
ティモシー・フロイド・スプーニーバーガー（Timothy Floyd Spooneybarger, 1979年10月21日 - ）は、アメリカ合衆国カリフォルニア州サンディエゴ出身の元プロ野球選手（投手）。右投右打。

## 経歴
1998年のMLBドラフト29巡目（全体881位）でアトランタ・ブレーブスから指名され、プロ入り。2001年9月5日にメジャーデビュー。2002年はメジャーに定着し、51試合に登板して1勝0敗1セーブ、防御率2.83、61奪三振を記録した。
2002年11月17日にブレーブス、フロリダ・マーリンズ、コロラド・ロッキーズ間の三角トレードで、マーリンズへ移籍した。当時まだ23歳で、将来のクローザーとして期待されていた。
2003年は開幕からブルペン陣の一角として33試合に投げていたが、右肘を痛めてトミー・ジョン手術を受けることになった。
その後はメジャーでプレーすることは無く、2008年に引退した。

## 投球スタイル
90mph台半ばの快速球を売りとしていた。

## 詳細情報

### 背番号
- 43（2001年 - 2002年）
- 91（2003年）